# Thomas Cave (5e baronnet)
Thomas Cave, 5e baronnet (27 mai 1712 - 7 août 1778) est un homme politique et avocat britannique.

## Biographie

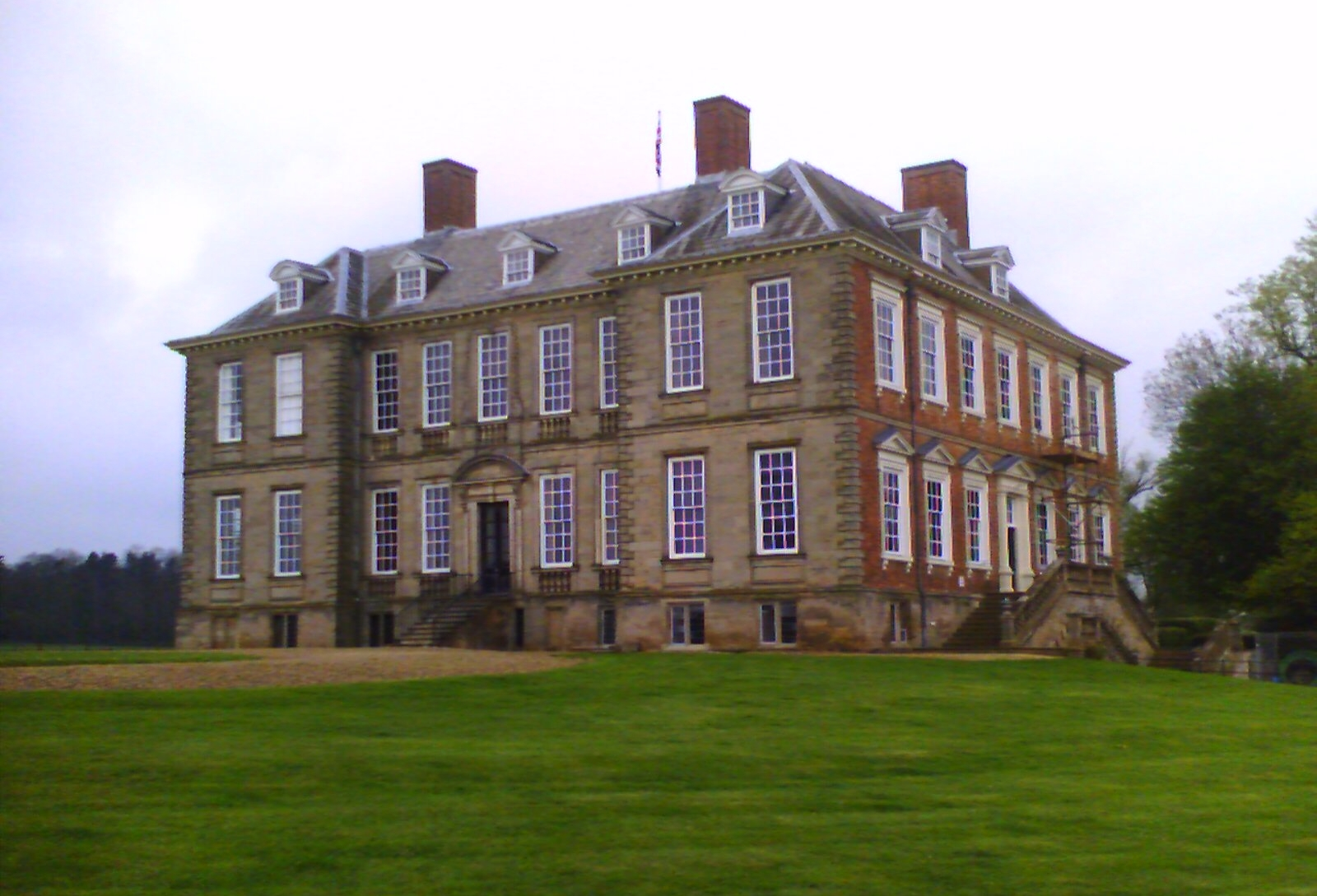
Stanford hall - siège des baronnets de Cave

Baptisé à l'église St Martin-in-the-Fields de Covent Garden, il est le deuxième fils de Thomas Cave (3e baronnet) et de son épouse, Margaret Verney, fille de John Verney (1er vicomte Fermanagh). Cave fait ses études à la Rugby School, puis au Balliol College d'Oxford. En 1734, il succède à son frère aîné Verney comme baronnet. Cave est admis au barreau par l'Inner Temple l'année suivante et il reçoit un doctorat honorifique en droit civil de l'Université d'Oxford en 1756.
Cave entre à la Chambre des communes britannique en 1741, siégeant en tant que député pour le Leicestershire jusqu'en 1747. Il est réélu en 1762 et représente la circonscription jusqu'à son retrait de la politique en 1774, en raison de problèmes de santé.

## Famille
Il épouse Elizabeth Davies, fille de Griffith Davies en novembre 1735 et ils ont six filles et deux fils :
- Thomas Cave, 6e baronnet (22 août 1737 - 30 mai 1780). Il épouse Sarah Edwards. Ils ont un fils qui lui succède, Thomas, 7e baronnet et une fille Sarah, la baronne Braye.
- Charles Cave, 8e baronnet (vers 1747-1810). célibataire.
- Marguerite Cave
- Elizabeth Cave, mariée comme sa quatrième épouse, Bennet Sherard (3e comte de Harborough). Ils n'ont aucun descendant.

Cave est décédé à l'âge de 66 ans et est enterré à Stanford, Northamptonshire. Son fils aîné Thomas lui succède au rang de baronnet .